# Myslín
Myslín – miejscowość i gmina (obec) w Czechach, w kraju południowoczeskim, w powiecie Písek. W 2022 roku liczyła 101 mieszkańców.
We wsi znajduje się przystanek kolejowy Myslín.